# The Royal Atlas of Modern Geography
The Royal Atlas of Modern Geography war der wichtigste und auch international als Standard-Nachschlagewerk anerkannte britische Atlas der 2. Hälfte des 19. Jahrhunderts vom berühmten schottischen Kartografen Alexander Keith Johnston. Er wurde von 1861 bis 1915 jährlich neu herausgegeben, ständig aktualisiert und dokumentierte damit den jeweils aktuellen geographischen Kenntnisstand der damaligen Zeit. Gut erhaltene Exemplare stellen heute wertvolle Sammelobjekte dar.

## Eigenschaften

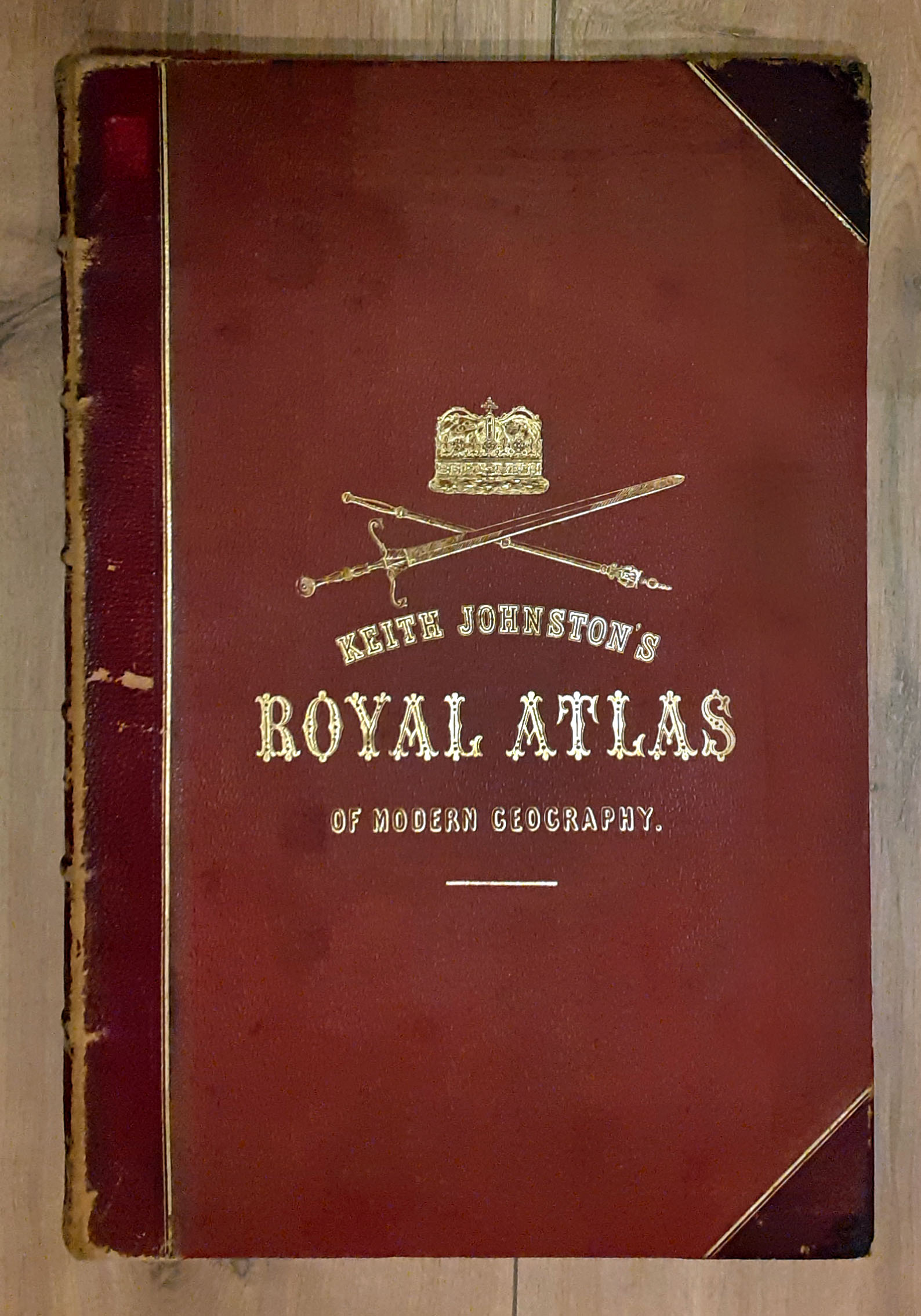
Einband von 1877 in rot

Der Atlas ist sehr großformatig und kam daher in der Erstausgabe mit 48 (doppelseitigen) Karten aus. Die Karten sind Lithographien, einseitig bedruckt und zu Beginn noch teilweise mit Handkolorit ergänzt. Auf den unbedruckten Rückseiten befinden sich noch einmal die Kartennummern, um das Aufsuchen zu erleichtern.
Reine Kartenfläche gesamt: 11,76 m²
Abmessungen des Buches: 50,5 cm × 34,5 cm
Ausführung der Bindung: Halbfranz mit Kaliko-Bezug, in verschiedenen Farben. Darauf geprägt und vergoldet: die schottische Krone mit Schwert und Szepter gekreuzt, Goldschnitt. Das Design blieb über den gesamten Lebenzyklus nahezu unverändert
Register: über 140.000 Ortsnamen
Gewicht: 6,85 kg (1877, 1861 unwesentlich weniger)

## Besonderheiten

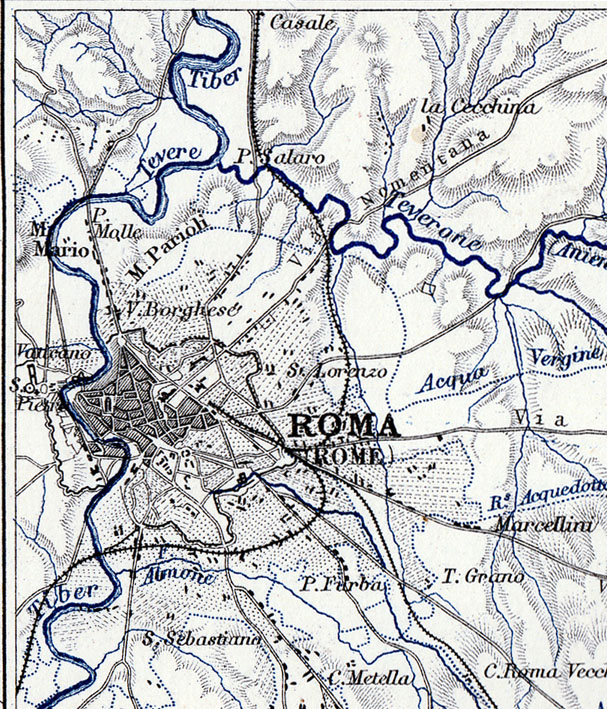
Sämtliche Gewässer sind im Royal Atlas in blau gedruckt

Alle Wasserläufe (sowie Seen und Küsten) sind (im Gegensatz z. B. zu Stielers Hand-Atlas) in blau gedruckt. Statt eines Gesamtregisters gibt es ein separates Register hinter jedem Kartenblatt, welcher wie bei modernen Atlanten das Planquadrat (z. B. „Gb“ also 7. Spalte und 2. Zeile) eines Orts statt Breite und Länge angibt. Das führt zu einem besonders bequemen Aufsuchen von Orten (wenn man weiß, in welchem Land er liegt), da man sich weder die aufzuschlagende Seite noch die Breite und die Länge des Ortes merken muss, sondern nur zwei Buchstaben. Während sich der Autor ständiger Überarbeitung rühmte, finden sich auf den einzelnen Karten im 19. Jahrhundert keinerlei Hinweise auf das Druck- oder Revisionsdatum. Das Werk wurde nach königlicher Genehmigung der Queen gewidmet, wie man einem Zusatzblatt entnehmen kann.

## Rezeption
Der Atlas kam zu einer günstigen Zeit auf den Markt, als die kaufkräftige Mittelschicht wuchs, die Telegrafie und der Zeitungsmarkt expandierten und damit Nachrichten aus fernen Regionen in britische Haushalte brachten. Viele Forschungsreisende erweiterten damals den geografischen Kenntnisstand und ihre Reiseberichte stießen auf großes Interesse. Gleichzeitig wurde das Britische Empire um exotische Regionen erweitert. Entsprechend hoch war in den gebildeten und zahlungskräftigen Kreisen der Bedarf nach verlässlichen geographischen Informationen. Zudem wurden durch die trigonometrische Vermessung seit dem Beginn des 19. Jahrhunderts immer weitere Regionen der Erde realistisch darstellbar und ältere Karten somit hoffnungslos überholt. Weiter verbessert wurden die Aussichten des neuen Atlanten durch die Widmungs-Genehmigung von Queen Victoria, welche einem königlichen Empfehlungsschreiben gleichkam.

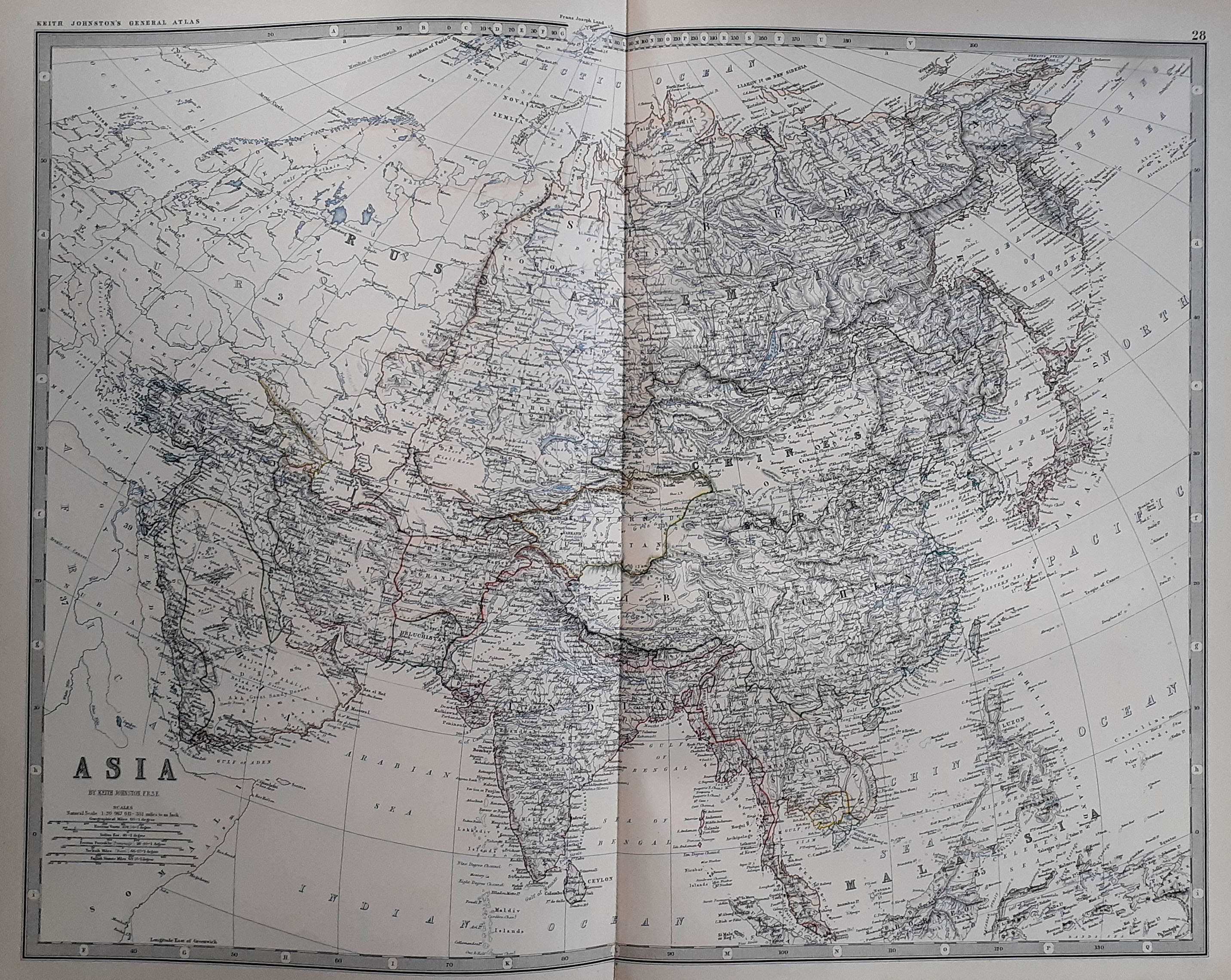
Die Karte „Asia“ gibt einen Eindruck des durchgängigen Kartendesigns

Dementsprechend wurde dieser hochwertige und umfangreiche Atlas sofort sehr positiv aufgenommen: Die Präzision des Atlas wurde als erstaunlich gerühmt, Schönheit und Klarheit der Zeichnung als unübertroffen. Oft gelobt wird die Farbe Blau für alle Wasserläufe, Seen und Ufer (inklusive der Bezeichnungen), zur besseren Unterscheidung von Straßen und Eisenbahnlinien. Auch die unübertroffene Lesbarkeit und Einheitlichkeit der Zeichnung wurde lobend hervorgehoben.
Die Ausstattung mit Einzelregistern zu jedem Kartenblatt wurde als unbedenklich erklärt, da bei den gebildeten Klassen angenommen werden könne, dass diese wüssten, in welchem Land ein Ort zu finden sei. Dieser gewagten Behauptung widersprach The Saturday Review und hoffte auf die baldige Fertigstellung des Gesamtindex. Dieser erschien 1864 und musste separat erworben werden.
Die wichtigste deutsche geografische Zeitung „Petermanns Geographische Mittheilungen“ bezeichnete das Werk 1861 als den besten englischen Atlas und lobte die Sorgfalt der Bearbeitung und die Sauberkeit der Ausführung, tadelte jedoch die mit wenigen Ausnahmen mangelhafte Terrainzeichnung. The Spectator sah ebenfalls Stielers Handatlas als den besten (und günstigeren) Atlas, aber den Royal Atlas als den besten, wenn man auf englische Bezeichnungen nicht verzichten mochte. Dieses Urteil bestätigte die Times und wiederholte die Einstufung für die 1877er Ausgabe. Zur Relativierung sei erwähnt, dass der nur halb so teure Stielers Handatlas bis 1890 gänzlich ohne Register auskommen musste.
Die sofortige Akzeptanz des Atlas und seine Einstufung als Standardwerk zeigt sich auch darin, dass allein die Erstausgabe von 1861 in 21 britischen Bibliotheken noch heute vorhanden ist.

## Editionsgeschichte
1859: Die erste Ausgabe erschien bei Blackwood & Sons Edinburgh vom 1. März 1859 bis zum 1. Juni 1861 in 10 Lieferungen zu je 10s 6p. Queen Victorias Prinzgemahl Albert bekam sofort nach der Fertigstellung ein Probeexemplar jeder neuen Seite zur persönlichen Begutachtung. Die Verlagsbindung kostete noch einmal 10s 6p. So ergibt sich ein Gesamtpreis von 5 £ 15 s 6 p.
1873: Der Atlas wurde um eine kleinformatige Nordpolarkarte (als Frontispiz ohne Nummerierung, also eigentlich 49 Karten, offiziell nur 48) erweitert.
1876: Ab dieser Ausgabe wurde der Atlas bei W & AK Johnston, Edinburgh publiziert, bei gleichem Preis.

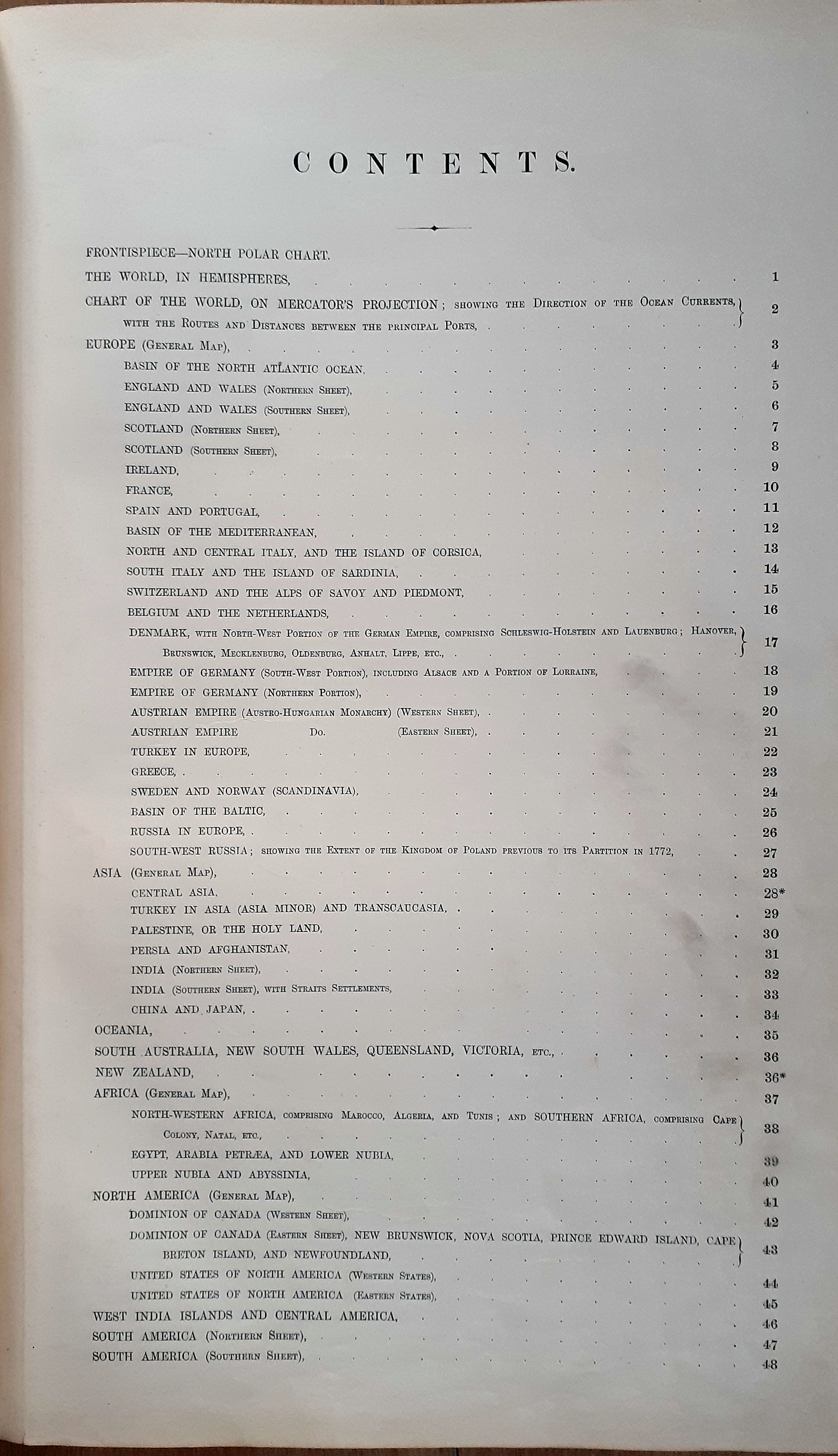
Inhaltsverzeichnis 1877. Neue Karten mit * markiert

1877: 2 Karten mehr: „Central Asia“ und „New Zealand“ (letzteres bisher nur als Nebenkarte auf „Oceania“ und bereits 1861 in The Economist als zu kleinmaßstäblich kritisiert). Die Nummerierung der Karten blieb zunächst unverändert, so dass es die Nr. 28 (Asia und neu: Central Asia) und die Nr. 36 (South Australia und neu: New Zealand) jeweils zweimal direkt hintereinander gab. Der Preis stieg von 5 £ 15 s 6 p auf 6 £ 6s. Kurz darauf wurde die Nummerierung geändert, so dass sie nun bis Karte 50 reichte (mit der offiziell nicht gezählten Nordpolkarte: 51 Karten).
1884: Erweiterung der Darstellung Afrikas: 2 Blätter: 1. „South Africa“ und 2. „North-Western Africa and Central Africa“ anstelle eines Blatts mit den zwei Karten „North-Western Africa“ und „South Africa“ (also offiziell 51 Karten).
1887: „Canada“ und „Mexico“ wurden eingefügt (nun offiziell 53 Karten). Gleichzeitig erfolgte eine breite, blaue Schattierung an der Küstenlinie.
1894: Eine neue Karte „Australia“ wurde eingeführt und die USA wurden in 4 statt 2 Karten dargestellt. Darüber hinaus wurden viele Stadtpläne als Nebenkarten eingeführt (offiziell 56 Karten).
1909: Drei weitere Karten: “South Pole”, “Political Map of Great Britain”, “Map of Japan and Korea”. Gesamtzahl inklusive der nun offiziell gezählten Nord- und Südpolkarten: 60.
1912: Am Ende des Werks wurde zusätzlich zu den Seitenregistern ein genereller Index mit geographischen Koordinaten eingebunden.

## Sonstiges
Neben dem Royal Atlas wurde ab 1868 der „Handy Royal Atlas“ angeboten, welcher verkleinerte Ausgaben der Karten des Royal Atlas im gleichen Design bot, allerdings nur etwa ein Drittel der Orte enthielt.